# Перспективный
Перспективный — упразднённый посёлок в Абанском районе Красноярского края России. На момент упразднения входил в состав Долгомостовского сельсовета. Упразднён в 2001 году.

## География
Располагался в восточной части Красноярского края, на левом берегу реки Лучков (приток реки Черчет), на расстоянии приблизительно 10 километров (по прямой) к юго-западу от села Вознесенка.

## История
Возник в 1950-е годы как один из производственных участков Долгомостовского Химлесхоза.